# Wilhelm Gaßner
Wilhelm Gaßner (* 5. April 1906 in Stammham bei Ingolstadt; † 14. Juni 1959 in Neuburg a.d.Donau) war ein deutscher Politiker (CSU).

## Werdegang
Gaßner besuchte das humanistische Gymnasium und studierte Chemie. Im Anschluss war er bei Industrieunternehmen, darunter Carl Zeiss und Daimler-Benz tätig. Es folgte eine mehrjährige Tätigkeit als Eisenhüttenmann im Heereswaffenamt.
Nach Ende des Zweiten Weltkriegs kehrte er nach Neuburg a.d.Donau zurück und wurde hauptamtlicher Leiter des Ernährungsamts. 1948 wurde er zum Landrat des Landkreises Neuburg a.d.Donau gewählt, wurde 1952 und 1956 im Amt bestätigt und übte es bis zu seinem Tod aus.
Am 23. Oktober 1953 rückte er für den verstorbenen Georg Gromer in den Bayerischen Landtag nach, dem er bis zu seinem Tod angehörte.